# Кеже
Кеже је насељено мјесто у Босни и Херцеговини у општини Доњи Вакуф које административно припада Федерацији Босне и Херцеговине. Према попису становништва из 1991. у насељу је живјело 100 становника.

## Становништво
По последњем службеном попису становништва из 1991. године, у насељу Кеже живело је 100 становника. Становници су претежно били Муслимани.
| Националност | 1991.       | 1981. | 1971. |
| Муслимани    | 94 (94,00%) |       |       |
| Срби         | 6 (6,00%)   |       |       |
| Укупно       | 100         |       |       |